# Saison 2014-2015 du Valenciennes FC
Chronologie
Saison précédente Saison suivante
La saison 2014-2015 du Valenciennes FC est consécutive à une descente depuis le championnat de Ligue 1.
L'avant saison a été agitée par une menace de redressement judiciaire et de dissolution de la section professionnelle. Mal engagé quant à son avenir, le club a finalement été sauvé grâce à la mobilisation de nombreux acteurs privés et publics.

## Transferts

### Mercato d'été

#### Arrivées
| Nom                    | Club précédent                |
| ---------------------- | ----------------------------- |
| Fabrice Abriel         | OGC Nice                      |
| Adama Coulibaly        | AJ Auxerre                    |
| Bernard Casoni (entr.) | AJ Auxerre                    |
| Rydell Poepon          | Breda                         |
| Bertrand Laquait       | Evian Thonon Gaillard         |
| Aurelian Chitu         | Giannina (rp) - Astra Giurgiu |
| Sekou Baradji          | Dijon FCO                     |
| Lamine Ndao            | Mantes-la-Jolie               |
| Yunis Abdelhamid       | Arles-Avignon                 |
| Sigamary Diarra        | AC Ajaccio                    |

#### Départs
| Nom                      | Club                                         |
| ------------------------ | -------------------------------------------- |
| Ariel Jacobs (entr.)     | Arrêt                                        |
| Gary Kagelmacher         | Monaco (rp) - Munich 1860                    |
| Carl Medjani             | Monaco (rp) - Trabzonspor                    |
| Maor Melikson            | Hapoël Beer Sheva                            |
| Rudy Mater               | libre (signe au SC Feignies en février 2015) |
| Grégory Pujol            | Ajaccio Gazélec                              |
| David Ducourtioux        | Ajaccio Gazélec                              |
| Tongo Doumbia            | Wolverhampton (rp) - Toulouse FC             |
| Nicolas Penneteau        | RSC Charleroi                                |
| Benjamin Angoua          | En Avant Guingamp                            |
| Lindsay Rose             | Olympique Lyonnais                           |
| Arthur Masuaku           | Olympiakos Le Pirée                          |
| Mathieu Dossevi          | Olympiakos Le Pirée                          |
| Jean-Christophe Bahebeck | Paris SG (rp)                                |
| Dusan Djuric             | FC Aarau                                     |
| Majeed Waris             | Spartak Moscou (rp) - Trabzonspor            |
| Aurelian Chițu           | AFC Astra Giurgiu                            |
| Francis Massampu         | Libre                                        |
| Mody Traoré              | Arrêt                                        |

### Mercato d'hiver

#### Départs
| Nom          | Club           |
| ------------ | -------------- |
| Magno Novaes | Amiens SC (p.) |

## Compétitions

### Ligue 2
Après un début de saison délicat, avec un effectif constitué tardivement et marqué par les déboires extra sportifs, Valenciennes perd de nombreux matchs en début de saison. La première victoire a lieu à Auxerre lors de la 5e journée. Le club flirte avec la zone de relégation jusqu'à la fin octobre, avant de connaitre une série positive en novembre-décembre (9e à l'issue de la 17e journée).
À la reprise en 2015, une série 7 matchs sans victoire (6 défaites) coûte la place de l'entraineur Bernard Casoni. Il est remplacé par David Le Frapper qui enchaine 7 matchs sans défaite jusqu'à la 32e journée. Les dernières journées avec un groupe de jeunes joueurs s'avèrent toutefois tendues et le club ne sauve sa place en Ligue 2 que lors du dernier match, à domicile contre le Gazélec Ajaccio (2/1). Comme un symbole, les buts du maintien sont inscrits par deux jeunes espoirs : Pierre Slidja et Isaac Mbenza.

### Coupe de France
Valenciennes l'emporte à Maubeuge (DH) au 7e tour (1/3), puis à Lille Sud (PHR) au 8e tour (0/1), avant d'éliminer l'OGC Nice (L1) en 1/32 (2/0). L'élimination a lieu en 1/16 contre Yzeure (CFA) (2/0).

### Coupe de la ligue
Le club est éliminé dès le 1er tour par Troyes (1/3).

## Joueurs et encadrement technique

### Statistiques individuelles

#### Classement des buteurs
Anthony Le Tallec termine meilleur buteur du club en Ligue 2 (13 buts).

#### Classement des passeurs décisifs
Saliou Ciss termine meilleur passeur du club en Ligue 2 (7 passes).

## Aspects juridiques et économiques

### Structure juridique et organigramme
Depuis 2004, le club est une SASP. Le 3 octobre 2014, après que le club ait assuré son sauvetage financier, Eddy Zdziech succède à Jean-Louis Borloo à la présidence du club.

### Équipementiers et sponsors
Le club est équipé par Uhlsport. Les sponsors principaux maillot sont GDE Recyclage et Prévoir Assurances. Toyota figure également sur le maillot.

## Affluence et retransmission télévisée

### Affluence
154.415 spectateurs se sont rendus au Stade du Hainaut au cours de la saison 2014-2015. L'affluence moyenne pour la saison est de 8.127 spectateurs avec un record de 19.308 pour le dernier match contre le Gazélec Ajaccio (match décisif pour le maintien).
Valenciennes se situe en 6e position du championnat pour son affluence moyenne.

## Équipe réserve
L'équipe évoluant en CFA2 a terminé 3e de la poule D, avec 67pts.